# Ихе-Ухгунь
Ихэ́-Ухгу́нь (Агун, Ехэ-Ухгунь, бур. Ехэ Уһан — «большая вода») — река на западе Бурятии, левый приток Иркута.
Берёт начало в горном узле на западе Тункинских Гольцов в Окинском районе (течёт по территории этого района около 5 км, затем по территории Тункинского района). В верхнем течении протекает через два горных озерка. Основное направление течения — юго-восточное. В среднем течении бежит по Хойтогольской впадине, сегменте Тункинской котловины. Севернее посёлка Ниловка река поворачивает к югу. Впадает в Иркут в 400 метрах севернее Тункинского тракта — федеральной автодороги А333.
Длина реки — 76 км. Площадь водосборного бассейна — 836 км². Питание снеговое и дождевое. Весеннее половодье обычно невелико, но дождевые паводки достигают значительных размеров. Замерзает в октябре — начале ноября, вскрывается в конце апреля — начале мая.
На реке находятся населённые пункты Тункинского района: улус Хойто-Гол и посёлок Ниловка с курортом Нилова Пустынь.